# Visione a tunnel

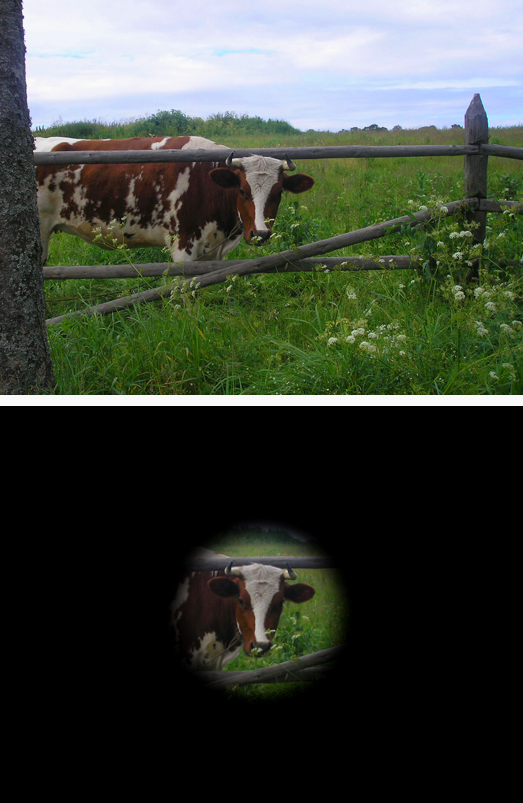

La visione a tunnel o visione tubulare è un fenomeno che indica un campo visivo ristretto in cui si mantiene la visione centrale, ma si perde quasi completamente la visione periferica.

## Cause
È causato da alcuni fenomeni fisici o emotivi e incide sulla vista, sull'udito, e sull'attenzione. Può essere provocato da una situazione di pericolo, di ansia o di pesante stress, nonché dovuto alla pressione fisica e mentale, dove la visione si ristringe in un "effetto tunnel", quando non si è più in grado di percepire lo sfondo e cosa succede nell'ambiente intorno

## Altri sintomi
Si può presentare sotto forma di glaucoma, emicrania o problemi visivi (visione sfocata, opaca o doppia).